# فرودگاه خون‌کائن
فرودگاه خون‌کائن (به انگلیسی: Khon Kaen Airport) یک فرودگاه نظامی و همگانی با کد یاتا KKC است که یک باند فرود آسفالت دارد و طول باند آن ۳۰۵۰ متر است. این فرودگاه در کشور تایلند قرار دارد و در ارتفاع ۲۰۴ متری از سطح دریا واقع شده‌است.

## شرکت‌های هواپیمایی و مقصدهای پروازی
| شرکت‌های هواپیمایی | مقصدهای پروازی              | Terminal |
| ----------------- | --------------------------- | -------- |
| کان ایر           | چیانگ مای                   | Domestic |
| Nok Air           | دن موئنگ                    | Domestic |
| تای ایرآسیا       | دن موئنگ، چیانگ مای، هت یای | Domestic |
| Thai Lion Air     | دن موئنگ                    | Domestic |
| Thai Smile        | سووارنابومی                 | Domestic |